# Кийов
Кийов (чеськ. Kyjov) — місто в історичній області Моравія, в окрузі Годонін Південноморавського краю, Чехія.

## Історія
Перша згадка про Кийов (як село) датується 1126 роком. Місто тоді було торговим центром. Пізніше Кийов зазнав багато нападів турків, пожеж та епідемій чуми. Під час Гуситських воєн місто підтримало більш поміркованих чашників. До 1548 року Кийов належав монастирю з Оломоуца. Того року Кийов дістав статус королівського міста.
Кийов розташований на території Моравської Словаччини, в етнографічній області Долняцко. Місто — важливий фольклорний центр. У Кийові проводиться фестиваль Словацький рік (чеськ. Slovácký rok) — найстарший фольклорний фестиваль у Моравії, який бере свій початок ще 1921 року.

## Посилання

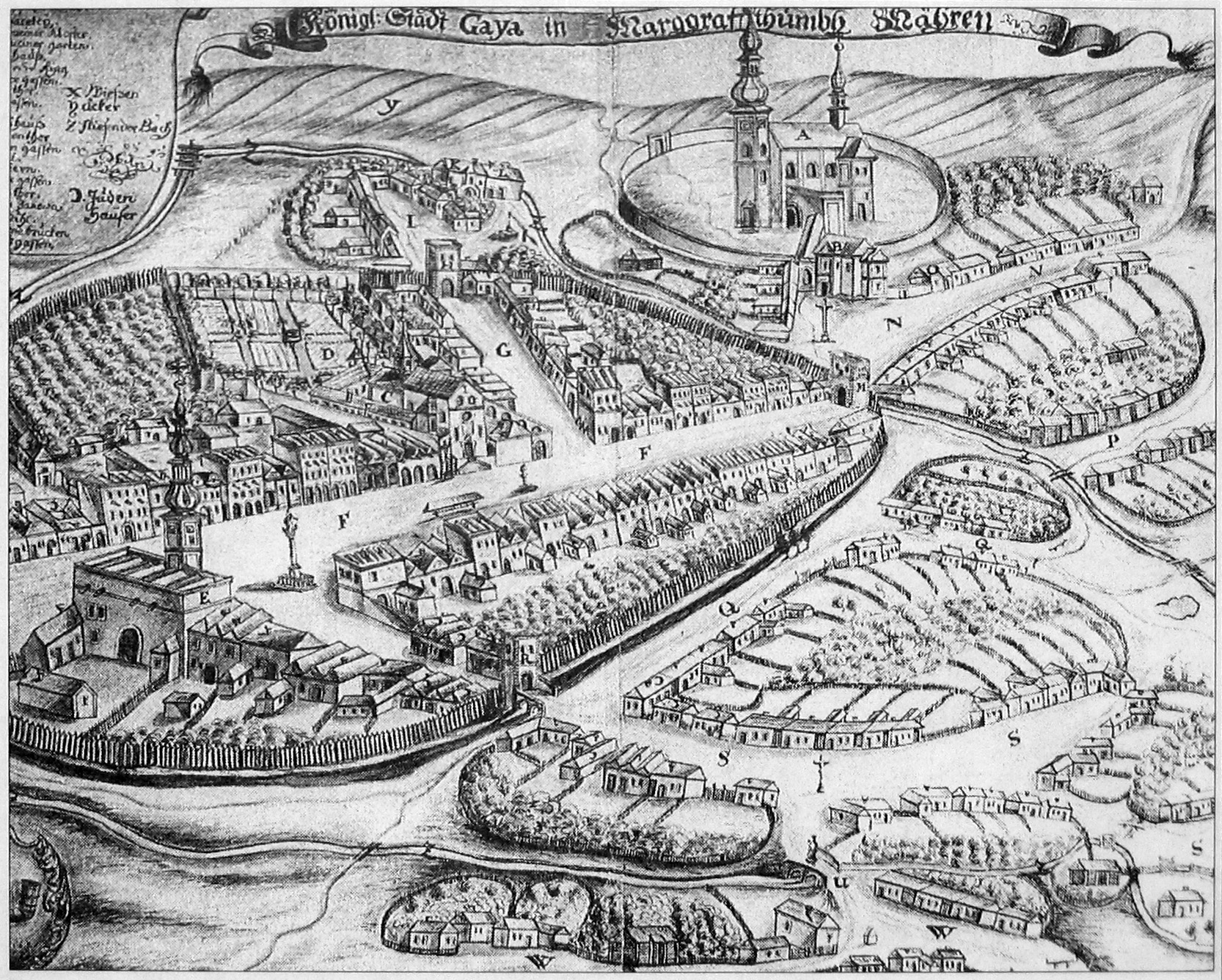
Кийов 1727
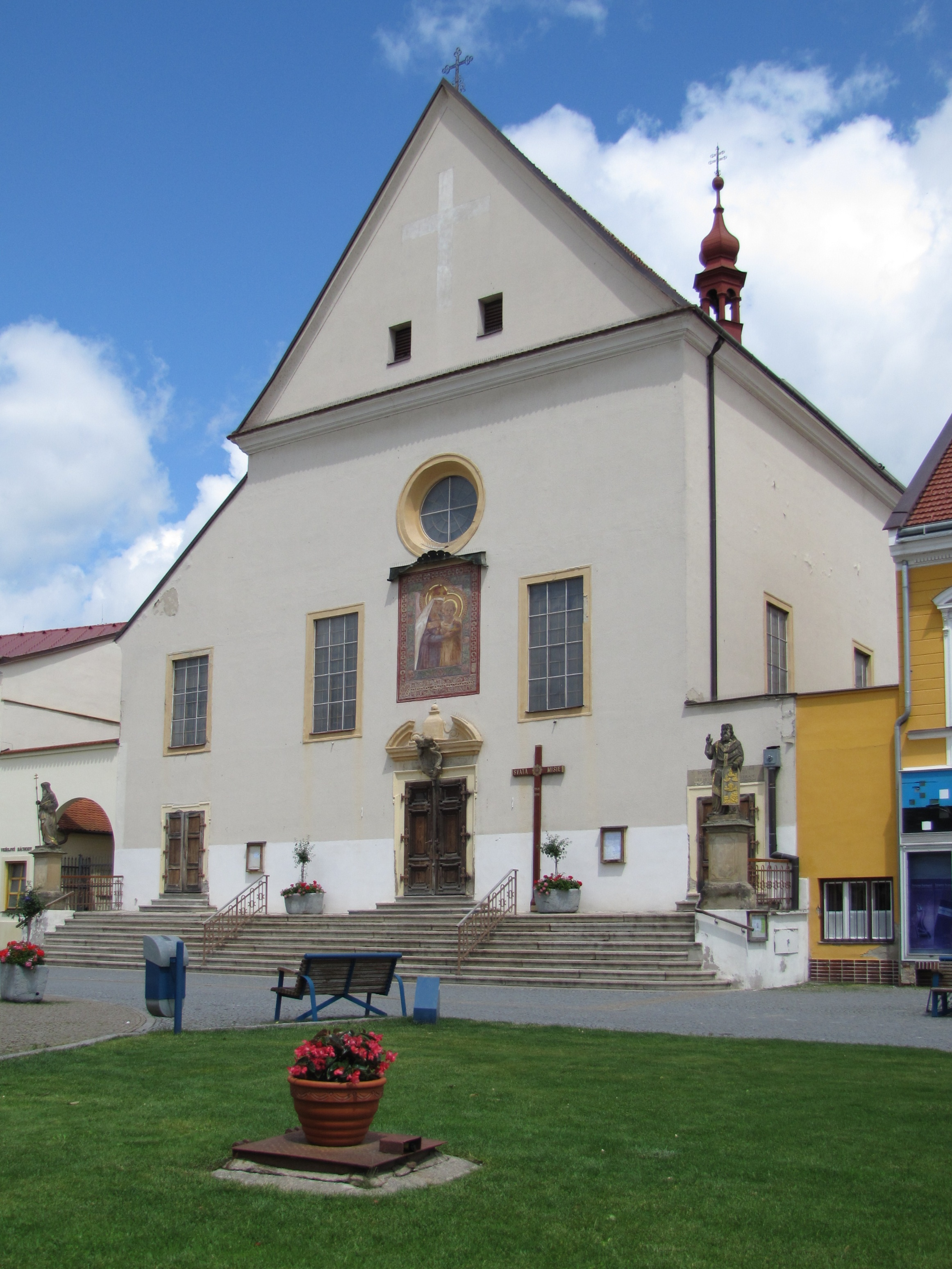
Костел Внебовзяття Діви Марії і святих Кирила і Мефодія

## Міста-побратими
- Голлабрунн, Австрія
- Івето, Франція
- Луцьк, Україна

## Відомі уродженці
- Радола Ґайда (1892—1948) — чеський воєначальник і політик.
- Мирослав Тихий (1926—2011) — чеський художник, фотограф.